# Suat Usta
Suat Usta (* 3. August 1981 in Maastricht, Niederlande) ist ein ehemaliger türkischer Fußballspieler.

## Karriere

### Vereinskarriere
Suat Usta spielte während seiner Jugend unter anderem bei MVV Maastricht, SBV Eindhoven und Fortuna Sittard. Seinen ersten Profivertrag unterschrieb der Abwehrspieler bei PSV Eindhoven. Es folgten leihweise Transfers zu SBV Eindhoven und MVV Maastricht. Im Sommer 2002 wechselte Usta in die Türkei zu Galatasaray Istanbul. Für Galatasaray spielte er 15 Spiele und erzielte dabei sein erstes und einziges Tor in der Süper Lig. Während er noch bei Galatasaray Istanbul unter Vertrag stand, ging er leihweise zu Konyaspor.
Nach seiner Zeit in Istanbul spielte Usta für Antalyaspor, Sakaryaspor und Çaykur Rizespor. 2008 ging es für ihn nach Aserbaidschan zu Neftçi Baku. Nach zwei Jahren in Baku kehrte er zurück in die Türkei und heuerte bei Diyarbakırspor an.

### Nationalmannschaft
Suat Usta spielte für die türkische U-17, U-18, U-19 und U-21.